# Абрахам, Эрих
Эрих Абрахам (нем. Erich Abraham; 27 марта 1895 — 7 марта 1971) — немецкий офицер, участник Первой и Второй мировых войн, генерал пехоты, кавалер Рыцарского креста с Дубовыми листьями.

## Первая мировая война
4 августа 1914 года — поступил добровольцем на военную службу, рядовым в пехотный полк. С декабря 1914 года — ефрейтор, с марта 1915 года — унтер-офицер, с июля 1915 года — лейтенант, командир пехотного взвода. За время войны награждён Железными крестами обеих степеней и австрийским орденом.

## Между мировыми войнами
В мае 1920 года — уволен с военной службы (по Версальскому сокращению), поступил на службу в полицию. В октябре 1935 года — вернулся на военную службу, в звании майора. К началу Второй мировой войны — командир пехотного батальона, подполковник.

## Вторая мировая война
С апреля 1940 года — командир пехотного полка.
В мае-июне 1940 года — участвовал во Французской кампании, награждён планками к Железным крестам обеих степеней (повторное награждение).
С 22 июня 1941 года — участвовал в германо-советской войне. Бои на Украине. С августа 1941 года — полковник.
В марте 1942 года — награждён Золотым немецким крестом. В ноябре 1942 года — награждён Рыцарским крестом и серебряным знаком за пехотные атаки (за бои в Сталинграде). По свидетельству Вильгельма Адама, 1-го адъютанта 6-й армии, действовавшей в Сталинграде, Абрахам покинул армию в критический момент, воспользовавшись отпуском по болезни.
С апреля 1943 года — командир 76-й пехотной дивизии (во Франции), с 15 мая 1943 года — генерал-майор. С декабря 1943 года — дивизия на Восточном фронте (Украина).
С марта 1944 года — генерал-лейтенант. В июне 1944 года — награждён Дубовыми листьями к Рыцарскому кресту. В августе 1944 года — командовал 6-м румынским корпусом, в сентябре — октябре 1944 года — группой «Абрахам» (в составе немецкой и венгерской пехотных дивизий). В ноябре 1944 года — в командном резерве, с декабря 1944 года — командующий 63-м армейским корпусом (на Западном фронте).
В 1945 году — бои на Рейне. С 26 февраля 1945 года — в звании генерал пехоты.
После капитуляции Германии 8 мая 1945 года — взят в американский плен (отпущен на свободу в августе 1947 года).

## Награды
- Железный крест 2-го класса (2 сентября 1915) (Королевство Пруссия)
- Железный крест 1-го класса (27 июня 1917)
- Крест «За военные заслуги» 3-го класса с воинским отличием (20 марта 1917) (Австро-Венгрия)
- Почётный крест Первой мировой войны 1914/1918 с мечами (1 декабря 1934)
- Медаль «За выслугу лет в вермахте» 2-го класса (2 октября 1936)
- Пряжка к Железному кресту 2-го класса (10 марта 1940)
- Пряжка к Железному кресту 1-го класса (21 июня 1940)
- Орден Короны Румынии командорский крест с мечами (22 июня 1942) (Королевство Румыния)
- Немецкий крест в золоте (7 марта 1942)
- Рыцарский крест Железного креста с дубовыми листьями
  - рыцарский крест (13 ноября 1942)
  - дубовые листья (№ 516) (26 июня 1944)
- Нагрудный штурмовой пехотный знак (3 июня 1943)